# Chloe Ferry

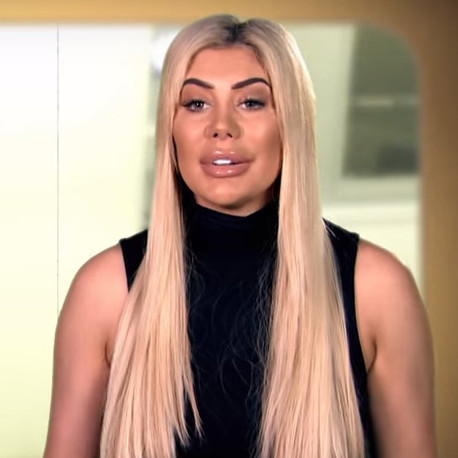
Chloe Ferry (2018)

Chloe Ferry (* 31. August 1995 als Chloe West Etherington in Newcastle upon Tyne) ist eine englische Reality-Fernsehpersönlichkeit. Sie gehört seit 2015 als Darstellerin dem Hauptcast der MTV-Reality-Serie Geordie Shore an. Sie nahm auch an der neunzehnten Staffel von Celebrity Big Brother im Jahr 2017 teil. Weitere Fernsehauftritte waren bei Ex on the Beach, Celebs Go Virtual Dating und Celebs Go Dating: The Mansion sowie als Gast in weiteren TV-Shows.
Ferry war von 2017 bis 2019 mit dem Geordie-Shore-Darsteller Sam Gowland zusammen.

## Fernsehen (Auswahl)
- Seit 2015: Geordie Shore
- 2017: Celebrity Big Brother
- 2017: Ex on the Beach
- 2020: Celebs Go Virtual Dating
- 2021: Celebs Go Dating: The Mansion
- 2022: All Star Shore